# Canal de Pleta Bogada
La Canal de Pleta Bogada, és una canal del terme municipal de Conca de Dalt, al Pallars Jussà, a l'antic terme d'Hortoneda de la Conca, en terres de l'antic poble de Perauba.
Està situada al nord-oest de l'Obaga de Sacoberta i al sud-oest de la Solana de Palles, a prop i a ponent de la Canal de l'Obaga. És a l'esquerra de la llau de l'Obaga de Sacoberta, a prop i a ponent de la Font de l'Aviador.